# Districtul Gyöngyös
Gyöngyös (în maghiară Gyöngyösi járás) este un district în județul Heves, Ungaria.
Districtul are o suprafață de 750,78 km2 și o populație de 73.460 locuitori (2013).